# 다나카 슌타 (축구 선수)
다나카 슌타(일본어: 田中 駿汰, 1997년 5월 26일~)는 일본의 축구 선수이다.

## 구단 경력
그는 2020년 J1리그의 홋카이도 콘사돌레 삿포로에 입단했다. 2023년까지 134경기에 출전하여, 8득점을 넣었다. 2024년 세레소 오사카로 이적했다.

## 국가대표팀 경력
그는 2019년 EAFF E-1 풋볼 챔피언십에 참가할 일본 국가대표팀에 발탁되었으며, 12월 14일 홍콩와의 경기에서 데뷔했다.
2020년 AFC U-23 축구 선수권 대회에 참가할 일본 U-23 국가대표팀에도 발탁되었다.

## 통계
| 일본 | 일본 | 일본 |
| 연도 | 출전 | 득점 |
| ---- | ---- | ---- |
| 2019 | 1    | 0    |
| 통산 | 1    | 0    |